# Tielt-Winge
Tielt-Winge è un comune belga di 10 103 abitanti nelle Fiandre (Brabante Fiammingo). Il comune ha dato i natali al ciclista Eddy Merckx.